# 2011 au Tchad
Cet article présente les faits marquants de l'année 2011 au Tchad.

## Évènements
- Mercredi 12 janvier 2011 : la partition du Soudan inquiète le président Idriss Deby Itno à cause de ses répercussions sur le Tchad. La guerre civile au Darfour génère déjà des relations très tendues avec le Soudan, accusé à de nombreuses reprises d'héberger des rebelles cherchant à déstabiliser le Tchad[1].

- Dimanche 13 février 2011 : élections législatives auxquelles participent le Mouvement patriotique du salut (MPS) du président Idriss Deby Itno, le Rassemblement pour la Démocratie (RDP) de l'ancien président Lol Mahamat Choua, le VIVA-RDP de l'ancien premier ministre Kasiré Coumakoye, l'Union nationale pour la démocratie et le renouveau (UNDR) de Saleh Kebzabo. Le MPS au pouvoir depuis 1990 disposait de 112 des 155 sièges. 4,8 millions d'électeurs sont inscrits sur les listes électorales[2].

- Mardi 15 février 2011 : 11 partis de l'opposition ont signé une déclaration commune « se réservant le droit de récuser les résultats »  du scrutin qu'ils qualifient de « mascarade électorale »[3].

- Vendredi 15 avril 2011 : les trois candidats de l'opposition (Wadal Abdelkader Kamougué, Saleh Kebzabo et Ngarlejy Yorongar) qui boycottent l'élection présidentielle sont interdits de mener campagne[4].

- Dimanche 25 avril 2011 : élection présidentielle boycottée par les principaux opposants.

- Lundi 9 mai 2011 : Mort à Koumra du général Wadal Abdelkader Kamougué (72 ans). Ancien ministre dans le gouvernement d'ouverture, dirigeant de l'Union pour le renouveau et la démocratie (7 sièges), il était l'un des principaux opposants au régime du président Idriss Deby[5].